# Alnus cordata
L'ontano napoletano [Alnus cordata (Loisel.) Duby]  è una specie di albero appartenente alla famiglia delle Betulaceae endemico dell'Italia meridionale (dalla Campania alla Calabria) ma oggi diffuso, anche a scopo ornamentale, in tutte le regioni italiane dove si trova come alloctona, ad eccezione del Piemonte e della Valle d'Aosta dove risulta assente.
L'epiteto specifico, cordata  deriva dal latino cor, cordis ("cuore") e fa riferimento alle foglie di aspetto cuoriforme.

## Descrizione

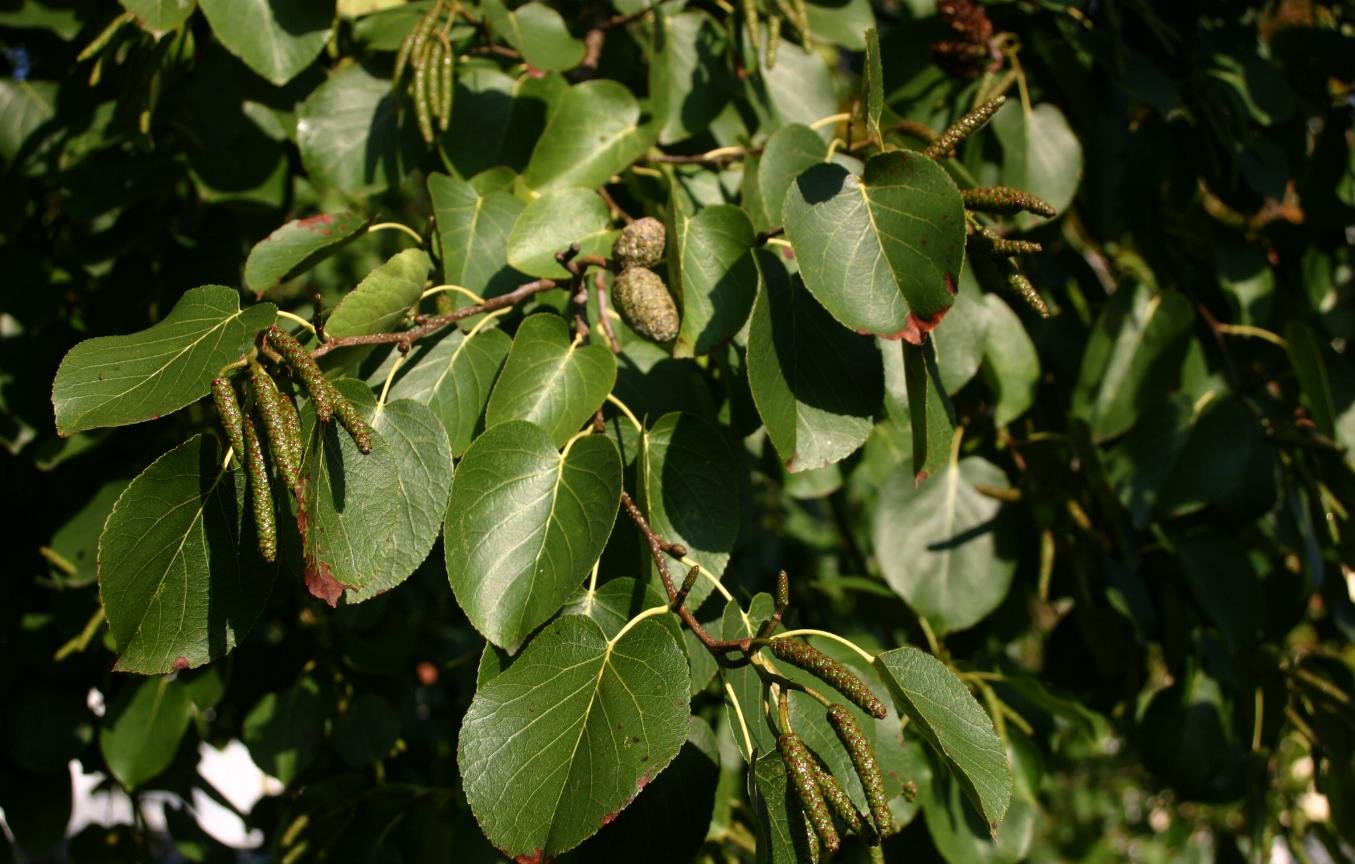
Foglie e infiorescenze di Alnus cordata

È un albero di media grandezza che può raggiungere 15–20 m di altezza con chioma non molto espansa.
Le foglie sono semplici, alterne, con apice acuto e base tronca. Il margine fogliare è dentellato e misurano 5–12 cm.
I fiori sono unisessuali, riuniti in infiorescenze anch'esse unisessuali. Gli amenti maschili sono in gruppi di 1-3, pendenti, di colore giallastro e lunghi 5–10 cm; l'impollinazione avviene all'inizio della primavera, prima che appaiano le foglie. 

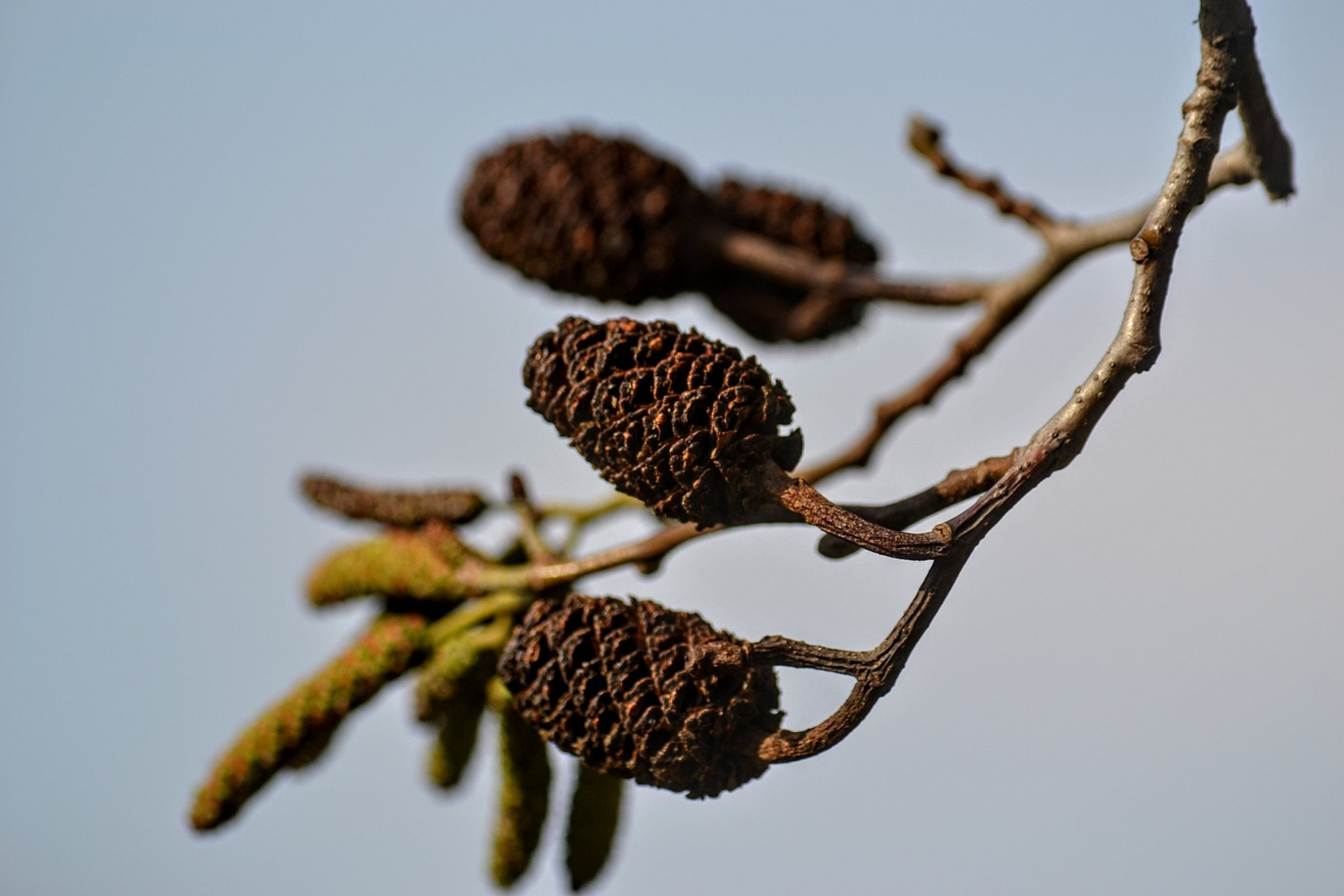
Contenitori dei frutti (vedi testo)

Gli amenti femminili sono lunghi 2–3 cm. Dopo la fecondazione le brattee tra un fiore e l'altro lignificano e assumono una forma che ricorda superficialmente i coni o pigne di alcune conifere. Sono di forma ovoidale e maturano in autunno. Contengono i frutti (e non i semi come nelle conifere) che sono dei piccoli acheni.
Le radici ospitano in simbiosi batteri azotofissatori.

## Distribuzione
Nell'Italia meridionale non presenta una diffusione omogenea. È frequente nell'Appennino campano e sulla Sila; si può trovare con maggior probabilità tra i 200-700 metri di altitudine. Si associa di frequente a altre latifoglie (dalla fascia delle querce a quella del faggio), oppure forma boschi ripariali insieme con l'ontano nero (Alnus glutinosa).
La specie è eliofila, mesoigrofila (meno legato all'umidità del substrato rispetto ad Alnus glutinosa, purché ci sia piovosità superiore a 1000 mm anno). La si trova in popolamenti misti di ripa (con ontano nero, salici e pioppi) o misti con faggio. Si insedia facilmente nelle tagliate delle faggete e di castagneti, e al di sotto di rimboschimenti radi di Pinus laricio (purché non ci sia troppa competizione).
La pianta è stata introdotta anche in altre aree della penisola italiana e di altri continenti. Per le sue caratteristiche, la Royal Horticultural Society gli ha conferito il riconoscimento Award of Garden Merit.

## Usi
Il legno è di colore rosso-arancio, durevole in acqua e degradabile all’aria. Viene usato per lavori di falegnameria, per cellulosa e imballaggi.
Dato che sopporta bene la carenza idrica e la sua crescita è favorita in terreni acidi, viene utilizzato con successo nel rimboschimento di terreni nudi ricchi di argilla.